# 산성역 자이 푸르지오
산성역 자이 푸르지오(Sanseong Station Xi Prugio)는 경기도 성남시 수정구 신흥동에 위치한 아파트 단지이다.

## 개요
신흥2구역을 재개발한 아파트 단지로, 총 31개동 4,774세대로 구성되어 있다.

## 같이 보기
- 자이 (아파트)
- 푸르지오